# Coupe d'Algérie de football 1972-1973
 (novembre 2024).
Si vous disposez d'ouvrages ou d'articles de référence ou si vous connaissez des sites web de qualité traitant du thème abordé ici, merci de compléter l'article en donnant les références utiles à sa vérifiabilité et en les liant à la section « Notes et références ».
Navigation
Coupe d'Algérie
1971-1972 Coupe d'Algérie
1973-1974
La Coupe d'Algérie de football 1972-1973 voit le sacre du MC Alger, qui bat l'USM Alger en finale, pour un "remake" de la finale de l'édition 1971. Il s'agit de la 2e Coupe d'Algérie remportée par le MC Alger, et de la 5e finale consécutive jouée par l'USM Alger. 

## Trente deuxième de finale
Les matchs des trente deuxième de finale se sont joués le dimanche 28 janvier 1973 . 
| Ligue du Centre  |                         |                    |                         |                    |                    |                               |  |  |
| 1                | MC Alger (D1)           | 1 - 0 ap           | Nadit Alger (D2)        | Bousri 93          | 28 janvier 1973    | Stade du 20-Août-1955 (Alger) |  |  |
| 2                | WA Boufarik (D2)        | 0 - 1              | JS Kawkabi (D1)         |                    |                    |                               |  |  |
| 3                | CR Belcourt (D1)        | 0 - 1              | NA Hussein Dey (D1)     | Ferradji 89e       |                    |                               |  |  |
| 4                | USM Blida (D1)          | 5 - 1              | ESM Koléa (D2)          |                    |                    |                               |  |  |
| 5                | ASO Chlef (D2)          | 0 - 1              | OM Ruisseau (D2)        |                    |                    |                               |  |  |
| 6                | NAR Hydra (D2)          | 0 - 1              | DNC ANP (Alger) (D3)    |                    |                    |                               |  |  |
| 7                | US Maison-Carrée (D2)   | 3 - 1              | AR El Harrach (D2)      |                    |                    |                               |  |  |
| 8                | WA Casoral d'Alger (D2) | 1 - 0              | USMM Hadjout (D3)       |                    |                    |                               |  |  |
| 9                | RC Kouba (D1)           | 1 - 0              | JS El Biar (D2)         |                    |                    |                               |  |  |
| 10               | AS SNTV d'Alger (D?)    | 0 - 1              | O. Sempac d'Alger (D3)  |                    |                    |                               |  |  |
| Ligue de l'Ouest |                         |                    |                         |                    |                    |                               |  |  |
| 1                | MC Oran (D1)            | 3 - 1              | AS ONACO (Oran) (D?)    |                    |                    |                               |  |  |
| 2                | NR CASORAN d'Oran (D?)  | 1 - 3              | GC Mascara (D1)         |                    |                    |                               |  |  |
| 3                | ASM Oran (D1)           | 1 - 0              | ASPTT Oran (D2)         |                    |                    |                               |  |  |
| 4                | MC Saïda (D2)           | 2 - 1              | WA Relizane (D?)        |                    |                    |                               |  |  |
| 5                | USM Bel-Abbès (D1)      | 3 - 1              | IRB Mers El-Kebir (D2)  |                    |                    |                               |  |  |
| 6                | JSM Tiaret (D1)         | 3 - 0              | RC Relizane (D2)        |                    |                    |                               |  |  |
| 7                | CC Sig (D2)             | 3 - 1              | CC Sidi Ali (D?)        |                    |                    |                               |  |  |
| 8                | ES Mostaganem (D2)      | 0 - 1              | CR Témouchent (D2)      |                    |                    |                               |  |  |
| 9                | OS Mascara (D3)         | -                  | (D?)                    |                    |                    |                               |  |  |
| 10               | IS Tighennif (D2)       | -                  | (D?)                    |                    |                    |                               |  |  |
| Ligue de l'Est   |                         |                    |                         |                    |                    |                               |  |  |
| 1                | ES Sétif (D1)           | 5 - 1              | ASPTT Constantine (D3)  |                    |                    | Stade Med Kessab, Sétif       |  |  |
| 2                | MSP Batna (D2)          | 1 - 0              | AS Khroub (D3)          |                    |                    |                               |  |  |
| 3                | CAC Constantine (D3)    | 1 - 0              | US Hôpitaux Annaba (D3) |                    |                    |                               |  |  |
| 4                | MO Constantine (D1)     | 1 - 1              | JS Djijel (D1)          | Rabah Gamouh / ?   |                    |                               |  |  |
| 5                | US Biskra (D3)          | 1 - 0              | USM Ain Beida (D2)      |                    |                    |                               |  |  |
| 6                | CS Constantine (D1)     | 3 - 0              | OMS Guelma (D3)         |                    |                    |                               |  |  |
| 7                | ES Guelma (D2)          | 1 - 0              | ROC Ras El Oued (D?)    |                    |                    |                               |  |  |
| 8                | USM Sétif (D2)          | -                  | (D?)                    |                    |                    |                               |  |  |
| 9                | JBAC Annaba (D2)        | -                  | (D?)                    |                    |                    |                               |  |  |
| 10               | AS Ain M'lila (D2)      | -                  | (D?)                    |                    |                    |                               |  |  |
|                  |                         |                    |                         |                    |                    |                               |  |  |
|                  | HAMR Annaba (D1)        | Exempt (Tenant)    | Exempt (Tenant)         | Exempt (Tenant)    | Exempt (Tenant)    | Exempt (Tenant)               |  |  |
|                  | USM Alger (D1)          | Exempt (Finaliste) | Exempt (Finaliste)      | Exempt (Finaliste) | Exempt (Finaliste) | Exempt (Finaliste)            |  |  |

## Seizièmes de finale
Les matchs des seizièmes de finale se sont joués le 25 février 1973
- Source :

| #  | Club 1           | Résultat                  | Club 2             | Buteurs                                   | Date            | Stade                         |
| -- | ---------------- | ------------------------- | ------------------ | ----------------------------------------- | --------------- | ----------------------------- |
| 1  | JS Kawkabi       | 3 - 1                     | IS Tighennif       | Dali (x2) et Derridj ? / Laroussi Larbi ? | 25/2/1973.      | Stade 5 juillet 1962 (Alger)  |
| 2  | MC Alger         | 2 - 1ap                   | MSP Batna          | Aizel (1) 91e 119e / Zender 117e          | 25/02/1973      | Stade Mohamed Guessab (Sétif) |
| 3  | USM Bel-Abbès    | 0 - 0                     | JSM Tiaret         |                                           |                 | Stade 19 juin 1965 (Oran)     |
| 4  | USM Alger        | 2 - 1                     | US Maison-Carrée   | Aïssaoui 25e, Attoui 70e / Djebli 29e     | 25 février 1973 | Stade du 5-Juillet-1962       |
| 5  | MC Oran          | 3 - 1                     | JBAC Annaba        |                                           |                 |                               |
| 6  | ASM Oran         | 2 - 2 ap                  | CAC Constantine    | (t.a.b)                                   |                 |                               |
| 7  | MO Constantine   | 0 - 1                     | RC Kouba           |                                           |                 |                               |
| 8  | ES Sétif         | 4 - 1                     | US Biskra          |                                           |                 |                               |
| 9  | NA Hussein Dey   | 1 - 0                     | CS Constantine     |                                           |                 |                               |
| 10 | HAMR Annaba      | 2 - 1                     | ES Guelma          |                                           |                 |                               |
| 11 | DNC ANP (Alger)  | 3 - 0                     | OS Mascara         |                                           |                 |                               |
| 12 | MC Saïda         | 2 - 1                     | WA Casoral d'Alger |                                           |                 |                               |
| 13 | USM Blida        | 1 - 1ap (8-2 aux corners) | AS Ain M'lila      | Saâdane 70e / Mellah II 48e               |                 | Stade du 20 Août 55, Alger    |
| 14 | CC Sig           | 3 - 1                     | GC Mascara         |                                           |                 |                               |
| 15 | O.Sempec d'Alger | 2 - 1                     | CR Temouchent      |                                           |                 |                               |
| 16 | OM Ruisseau      | 3 - 1                     | USM Sétif          |                                           |                 |                               |

## Huitièmes de finale
Les matchs des huitièmes de finale se sont joués le 18 mars 1973.
| # | Club 1          | Résultat          | Club 2           | Buteurs   | Date                  | Stade                  |
| - | --------------- | ----------------- | ---------------- | --------- | --------------------- | ---------------------- |
| 1 | NA Hussein Dey  | 3 - 1             | HAMR Annaba      |           |                       |                        |
| 2 | JS Kawkabi      | 3 - 3 Corners 6-2 | MC Oran          |           |                       | Stade 5 juillet, Alger |
| 3 | USM Alger       | 2 - 0             | OMR El Anasser   |           |                       |                        |
| 4 | MC Alger        | 1 - 0             | MC Saïda         | Aizel 85e | Dimanche 18 mars 1973 | Stade Bouakeul, Oran   |
| 5 | USM Blida       | 1 - 0             | USM Bel Abbès    | Akli 63e  |                       | Stade Bouakeul, Oran   |
| 6 | ES Sétif        | 1 - 0             | RC Kouba         |           |                       |                        |
| 7 | ASM Oran        | 2 - 1             | O Sempac d'Alger |           |                       |                        |
| 8 | DNC ANP (Alger) | 3 - 1             | CC Sig           |           |                       |                        |

## Quarts de finale
Les matchs des quarts de finale se sont joués le 8 avril 1973.  
| # | Club 1    | Résultat | Club 2          | Buteurs                         | Dates           | Stades                          |
| - | --------- | -------- | --------------- | ------------------------------- | --------------- | ------------------------------- |
| 1 | MC Alger  | 2 - 1    | JS Kabylie      | Aizel 62e Draoui 70e / Dali 79e | d 8 avril 1973. | Stade du 5-Juillet-1962 (Alger) |
| 2 | USM Alger | 1 - 0    | NA Hussein Dey  | Aissaoui                        |                 | Stade du 5-Juillet-1962 (Alger) |
| 3 | ASM Oran  | 2 - 0    | DNC ANP (Alger) |                                 |                 |                                 |
| 4 | USM Blida | 1 - 0    | ES Sétif        | Nacer Akli 52e                  |                 | Stade 5 juillet 1962, Alger     |

## Demi-finales
Les matchs des demi-finales se sont joués le 2 mai 1973 et 9 mai 1973.

### Demi-finales
Les matchs aller se jouent les 2 mai 1973, et les matchs retour les 9 mai 1973.
| Club      | Aller | Score | Retour | Club      |
| --------- | ----- | ----- | ------ | --------- |
| MC Alger  | 1 - 0 | 4 – 3 | 3 - 3  | ASM Oran  |
| USM Alger | 1 - 0 | 4 – 1 | 3 - 1  | USM Blida |

Aller
| Entraîneur : |
| Hamadene     |

| Entraîneur :   |
| Smail Khabatou |

| Entraîneur : |
| Hamadene     |

| Entraîneur :   |
| Smail Khabatou |

| Entraîneur :       |
| Abdelghani Zitouni |

| Entraîneur :  |
| Djilali Hasni |

| Entraîneur :       |
| Abdelghani Zitouni |

| Entraîneur :  |
| Djilali Hasni |

Retour
| Entraîneur : |
| Hamadene     |

| Entraîneur :   |
| Smail Khabatou |

| Entraîneur : |
| Hamadene     |

| Entraîneur :   |
| Smail Khabatou |

| 9 mai 1973 | USM Blida | 1 - 3 | USM Alger | Stade du 5-Juillet-1962, (Alger) |
|            |           | (-)   |           |                                  |

## Finale
| Entraîneur :   |
| Smaïl Khabatou |

| Entraîneur :       |
| Abdelghani Zitouni |

| Entraîneur :   |
| Smaïl Khabatou |

| Entraîneur :       |
| Abdelghani Zitouni |

| |  |  |  |
| \| Coupe d'Algérie de Football Vainqueur 1973 \| \| ------------------------------------------ \| \| MC Alger 2e titre \| |  |  |  |
| Coupe d'Algérie de Football Vainqueur 1973                                                                                |  |  |  |
| MC Alger 2e titre |  |  |  |